# Oina
Oina is een plaats in de Estlandse gemeente Muhu, provincie Saaremaa. De plaats heeft de status van dorp (Estisch: küla).

## Bevolking
Het dorp had 3 inwoners op 31 december 2011 en 10 inwoners op 31 december 2021.

## Ligging
Bij Oina ligt het natuurgebied Oina hoiuala (1 km²).

## Geschiedenis
Oina werd voor het eerst genoemd in 1645 onder de naam Oyna Jürg, een boerderij die in de 18e eeuw op het landgoed van Hellamaa kwam te liggen. In 1798 werd Oina genoemd als dorp.
Tussen 1977 en 1997 maakte Oina deel uit van het buurdorp Rässa.